# 초 겹오
초 겹오(楚 郟敖, ? ~ 기원전 541년)는 중국 초나라의 제25대 군주(재위: 기원전 544년 ~ 기원전 541년)이다. 이름은 균(麏) 또는 운(員)이다. 강왕의 아들이다.

## 생애
강왕이 죽자 즉위하였다.
숙부인 공자 위(圍)가 영윤(令尹)이 되어 병사(兵事)를 담당하였다.
공자 위가 정(鄭)나라에 사신으로 갔을 때 겹오가 아프다는 소식을 듣고 돌아와 궁에 들어가 문병을 하면서 겹오를 살해하였고, 겹오의 아들인 공자 막(幕), 공자 평하(平夏)도 죽인 뒤 왕위를 찬탈하여 자립하였다.

겹(郟) 땅에 장사를 지냈으므로 겹오라 부른다.
| 전 임 아버지 강왕 웅소 | 제25대 초나라의 군주 기원전 544년 ~ 기원전 541년 | 후 임 숙부 영왕 웅건 |